# Declana floccosa
Declana floccosa là một loài bướm đêm trong họ Geometridae.